# Phyllophaga vermiculata
Phyllophaga vermiculata är en skalbaggsart som beskrevs av Chapin 1932. Phyllophaga vermiculata ingår i släktet Phyllophaga och familjen Melolonthidae. Inga underarter finns listade i Catalogue of Life.